# 查馬卡爾

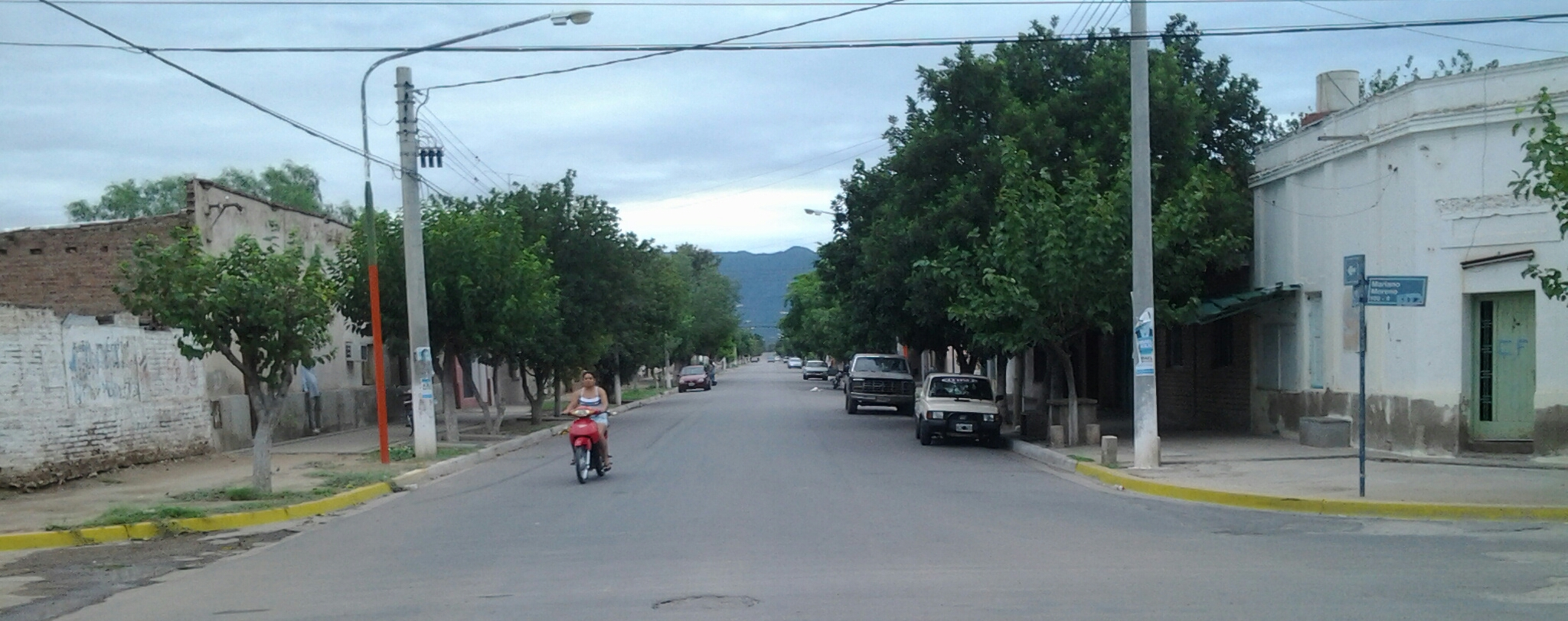
查馬卡爾

查馬卡爾（西班牙語：Chamical），是阿根廷的城鎮，位於該國西部拉里奧哈省，是查馬卡爾縣的首府，距離拉里奧哈140公里和科爾多瓦300公里，始建於1715年，海拔高度505米，2010年人口12,919。
30°21′S 66°19′W / 30.350°S 66.317°W